# هجوم حلب (أكتوبر–ديسمبر 2015)
كان هجوم حلب عملية بدأت في 16 أكتوبر عندما شن الجيش السوري هجوما استراتيجيا واسع النطاق جنوب حلب. وكان الهدف الرئيسي للعملية هو تأمين جبل عزان، مع إنشاء منطقة عازلة أكبر في الوقت نفسه حول الطريق السريع الوحيد للحكومة السورية المؤدي إلى عاصمة المحافظة. وأفيد أيضا بأن الهدف هو وضع شروط لهجوم قادم لعزل قوات المتمردين في مدينة حلب وتخفيف الحصار الذي طال أمده لجيب موال للحكومة في محافظة حلب.
وأفادت تقارير بأن اللواء قاسم سليماني قد قاد شخصيا الإندفاع العميق إلى ريف حلب الجنوبي الذي اتخذت فيها القوات الحكومية العديد من البلدات والقرى. وكان اللواء سليماني قائدا للفرقة الميكانيكية الرابعة التابعة للجيش العربي السوري، حزب الله، حركة النجباء (عراقية)، كتائب حزب الله (عراقية)، لواء أبو الفضل العباس (عراقي)، فرقة فاطميون (متطوعون أفغان/إيرانيون). وقد عزى التقدم الذي أحرزته الحكومة السورية في المناطق الريفية في جنوب حلب إلى حد كبير إلى القيادة الإيرانية خلال الهجوم.

## الاستعدادات
ترجع أصول التخطيط للهجوم في حلب إلى الزيارة التي قام بها اللواء قاسم سليماني إلى موسكو في يوليو 2015. وأفادت تقارير بأن اللواء قاسم سليماني أرسل إلى روسيا من قبل المرشد الأعلى لإيران نفسه، علي خامنئي، لمناقشة المسائل العسكرية مع نظراءه الروس وتنسيق التصعيد المشترك للقوات في سوريا.
قبل شهر من هجوم جنوب حلب، شن الجيش عملية أخرى إلى الشرق من المدينة في محاولة لكسر الحصار الذي استمر عامين لقاعدة كويرس الجوية العسكرية.
وتفيد تقارير أن اللواء قاسم سليماني سافر من الريف الشمالي الشرقي لمحافظة اللاذقية إلى منطقة السفيرة في جنوب حلب للإشراف شخصيا على المرحلة الأولى من الهجوم الواسع النطاق في جبل عزان.
ولم يسافر سليماني بمفرده إلى حلب – حيث رافقته قافلة كبيرة من المركبات المدرعة التي كانت تتكون إلى حد كبير من رجال ميليشيات شيعية عراقية؛ وقد كلف  هؤلاء المقاتلون المذكورون بتنفيذ العمليات المقررة حول المناطق الريفية في محافظة حلب. وسافر اللواء سليماني إلى سوريا في ليلة 12 أكتوبر للالتقاء بالمستشارين الإيرانيين والروس المشرفين على العمليات الواسعة النطاق حول التضاريس الريفية في محافظة حلب. وانضم إليه ستة كبار عسكريين كبار آخرين من الحرس الثوري الإيراني.